# Захоплення Чаду Францією
Завоювання Францією Чаду — інтервенція французьких колоніальних військ, з метою допомогти султанату Багірмі в боротьбі з імперією Рабіха і потім поступове підпорядкування території сучасного Чаду Франції.

## Історія

### Центральноафриканська експедиція
У 1893 році держава Борну була завойована Рабіхом аз-Зубайром. Цього ж року спалив місто Масенья — столицю султанату Багірмі. Після цього 25-й султан Багірмі Абд ар-Рахман Гваранга звернувся до Франції з проханням про військову допомогу, а 1897 року султанат прийняв протекторат Франції.
У 1898 році було укладено англо-французьку угоду, що завершила фашодську кризу та визначила колоніальні кордони в Африці. Наступного року французькі війська заволоділи Айн-Салахом (ін Салах). З півночі французький загін, на чолі з Фернаном Фуро та майором Ламі розпочав наступ на Аїр і став просуватися до берегів Чаду, розгромивши армію імперії аз-Зубайра 22 квітня 1900 року у битві при Кусері. Територія держави Зубайра була включена до складу володінь Франції та оголошена французькою військовою територією.

### Підкорення Ахаггара, Тібесті, Вадаї
У 1902 році Французькі війська розбили туарегів конфедерації Кель Ахаггар у битві при Титі. Роком пізніше Кель Ахаггар став протекторатом Франції, а Фігізі спалахнуло повстанням проти французького панування.
У 1906 році французькі війська захопили Більму і приступили до підкорення території племен Борку. Майор Тільо приступив до картографічної зйомки нагір'я Тібесті. У 1908 Французька республіка розпочала завоювання держави Вадаї в гірській області Чаду, що тривало до 1911 року. Для завоювання Вадаї Франція протягом 1909—1911 років зосередила в регіоні до 50 тисяч жителів. У племен Вадаї було стільки ж воїнів. Втрати Франції в цій кампанії сягали 4 тисяч осіб, племен Вадаї — 8 тисяч.

### Підсумок
15 січня 1910 року африканські володіння Франції - Габон, Середнє Конго, Убангі-Шарі і Чад, були об'єднані в колонію Французька Екваторіальна Африка з адміністративним центром у Браззавілі. Підкоренням французькими військами області Уніанга в Тібесті та Борку (1906—1914) завоювання Чаду було завершено — 1915 року Чад виділено з провінції Убангі-Шарі у самостійну одиницю у складі Французької Екваторіальної Африки.